# Fireman, Save My Child (1932)
Fireman, Save My Child is een Amerikaanse filmkomedie uit 1932 onder regie van Lloyd Bacon. Destijds werd de film in Nederland onder de titel Kom je ook bij de brandweer? uitgebracht.

## Verhaal
Joe Grant is zowel uitvinder, brandweerman als honkbalspeler. Hij krijgt een aanbod om te spelen voor een belangrijke honkbalploeg. Bovendien is een fabrikant van brandblusapparaten geïnteresseerd in zijn nieuwste uitvinding. Juist op het ogenblik dat hij zijn uitvinding moet voorstellen, wordt hij ook verondersteld een honkbalwedstrijd te spelen.

## Rolverdeling
| Acteur            | Personage           |
| ----------------- | ------------------- |
| Joe E. Brown      | Joe Grant           |
| Evalyn Knapp      | Sally Toby          |
| Lilian Bond       | June Farnum         |
| Guy Kibbee        | Pop Devlin          |
| Richard Carle     | Dan Toby            |
| George MacFarlane | Brandweercommandant |
| Frank Shellenback | Werper              |
| Virginia Sale     | Juffrouw Gallop     |
| Curtis Benton     | Radio-omroeper      |